# Дипломатия (игра)
Дипломатия — настольная игра, созданная Аланом Би Колхамером (англ. Allan B. Calhamer) в 1954 году (коммерческий релиз — 1959).

## Основные понятия
Основными особенностями игры являются практически полное отсутствие элемента случайности (только при распределении между игроками стартовых позиций) и то, что большую часть игрового процесса занимают переговоры между игроками о совместных действиях.

Игровое поле представляет собой стилизованную карту Европы начала двадцатого века, разделённую на клетки (провинции) разной формы, примерно соответствующей европейским регионам и морям. До семи игроков контролируют силы Великих держав — Великобритании, России, Франции, Германии, Австро-Венгрии (Австрии), Италии и Турции. Всего в игре (на стандартной карте) 19 морских и 52 «континентальных» клеток. Обычно они называются в соответствии со странами Европы («Serbia», «Holland»), историческими регионами («Apulia», «Tyrolia»), крупными городами («London», «Sevastopol»). Острова Ирландия, Корсика, Сардиния, Сицилия и Крит, а также Швейцария, недоступны — войска не могут находиться на их территории. 
Некоторые клетки, называемые центрами поддержки, позволяют контролирующей их державе содержать войсковую единицу — флот или армию. Всего на карте 34 центра поддержки. Изначально каждая из стран контролирует три центра и имеет три войсковых единицы (кроме России, у которой четыре центра и четыре единицы соответственно). Таким образом, 22 центра поддержки принадлежат державам игроков, а 12 имеют статус нейтральных.

## Краткие правила
Войсковым единицам доступны следующие действия:
- Обороняться (войско остаётся в клетке и держит оборону).
- Атаковать (войско передвигается в соседнюю клетку и в случае успеха атаки остаётся в ней). Армии могут атаковать друг друга и флоты, расположенные в приморских провинциях; флоты — друг друга и армии, расположенные в приморских провинциях.
- Поддерживать атаку или оборону (войско остаётся в клетке и передает свою силу другому — атакующему или обороняющемуся). Поддержка может быть оказана только в клетку, которую войско может достичь за один ход. К примеру, флот не может оказать поддержки в соседнюю клетку, если она находится в глубине континента.
- Транспортировать (только для флотов; флот транспортирует армию из одной соседней с занимаемой им клетки в другую соседнюю, или расположенному в соседней клетке флоту, которому также дана команда транспортировать, по цепочке).

Сила всех войсковых единиц одинакова, и исход столкновений определяется тем, сколько сил (своих или союзнических) направлено на поддержку акции (атаки или обороны). Войска одинаковой силы (например, если обороняющаяся армия поддержана двумя, а атакующая — тоже двумя) сохраняют статус кво, а если одна из сторон слабее, то атакованное войско является разбитым и должно покинуть клетку (перейти на соседнюю, если рядом есть свободная, или быть распущенным). Армии могут передвигаться по всем клеткам суши, флоты — по клеткам морей и непосредственно прилегающих к ним клеток суши (с некоторыми ограничениями), кроме того, флоты могут транспортировать армии через моря. Каждая клетка может быть занята только одним войском.
Ход состоит из двух фаз — весенней и осенней. В конце осенней фазы чужие и нейтральные центры, занятые войсками игрока, переходят под его контроль; если их становится больше, чем контролируемых игроком войск, он может создать новые.
Выигрывает игрок, контролирующий более половины центров поддержки.

## Оценки
Дипломатия была любимой игрой Д. Ф. Кеннеди и Генри Киссинджера, а также писателей Айзека Азимова, Рэя Брэдбери, телеведущего Уолтера Кронкайта и Оливера Стоуна
Геймдизайнер Ларри Харрис прокомментировал: «Я убежден, что шедевр Аллана Колхамера должен быть частью каждой школьной программы. Он учит истории, географии, искусству политических переговоров и некоторому здоровому критическому скептицизму. К тому времени, когда вы перейдете в старшую школу, у вас будет довольно чёткое представление о том, что не все всегда говорят правду, но хорошая игра в Дипломатию поможет вам понять, насколько искусно некоторые люди могут вас одурачить!».
Дипломатия была занесена в Зал славы Академии искусств и дизайна приключенческих игр в 1994 году.

## Современное развитие в СНГ
С 2015 года действует веб-сайт webDiplomacy(с 2005 до 2015 — Diplomail.ru), где на данный момент ведутся онлайн игры и турниры по Дипломатии.
Также с 2016 года на платформе социальной сети ВКонтакте проводятся текстовые онлайн игры. Данные игры проходят в некоммерческих группах ВКонтакте и проводятся по инициативе простых пользователей сети. Группы, называемые Дипломатическими Ложами, за все время собирали на своих играх тысячи игроков с большинства стран СНГ.
В настоящий момент на просторах ВКонтакте действуют несколько Дипломатических Лож, а именно: "Голубой Огонек", "Да Грянет Шторм" ,"Ром и Смерть", "Союз 13 Октября".